# Strada europea E272
La strada europea E272 è una strada europea che collega Vilnius a Klaipėda. Come si evince dalla numerazione, si tratta di una strada di classe B. È l’unica autostrada in Lituania di importanza europea che attraversa esclusivamente questo Paese baltico.

## Descrizione
I lavori di costruzione sono iniziati negli anni Novanta, portando alla realizzazione di 136 km di asfalto e rientranti nella autostrada A2 Vilnius-Panevėžys. Dopo il 2000, il percorso è stato esteso alla sua lunghezza attuale.
Da Klaipėda a Palanga si segue l’autostrada A13; si procede poi sulla A11 da Palanga a Šiauliai; la A9 da Šiauliai a Panevėžys e la A17 per un breve tratto appena fuori da quest’ultima città. Infine, si percorre la A2 da Panevėžys alla capitale.

## Percorso
Le principali città attraversate sono:
- Klaipėda;
- Palanga;
- Šiauliai;
- Panevėžys;
- Ukmergė;
- Vilnius.